# Библиотечная улица (Москва)
Библиоте́чная у́лица — улица в центре Москвы в Таганском районе между Добровольческой улицей и улицей Рогожский Вал.

## История
В 1919 году пять Рогожских улиц (по названию Рогожской ямской слободы, бывшей здесь в XVII—XVIII веках) были переименованы соответственно в Школьную, Библиотечную, Вековую, Пролетарскую (ныне Малый Рогожский переулок) и Трудовую. Новые названия были выбраны произвольно (без привязки к реальным объектам), как абстрактные символы культуры и труда. Первоначальное название улицы — 2-я Рогожская улица.

## Описание
Библиотечная улица начинается от Добровольческой, проходит на восток  параллельно Школьной, пересекает Большую и Малую Андроньевские и выходит на Рогожский Вал.

## Здания и сооружения
По нечётной стороне:
- Дом № 15/8 — Фонд развития культуры; кинокомпания «Таганка продуксьон»; этнический магазин «Ганготри»;
- Дом № 17 — жилая 16-этажная башня, построена в 1983 году на средства ВНИИ "Альтаир"
- Дом № 19 — центр развития ребёнка № 1777;
- Дом № 23 — построен в 1928 году на деньги рабочих Московского вагоноремонтного завода им. Войтовича трестом «Мосстрой». В доме находится театр «Театральный особнякъ».  
20 марта 2016 года на фасаде дома была установлена мемориальная табличка «Последний адрес» кузнеца Василия Ивановича Трофимова[1];
- Дом № 29 — школа № 457 (с углубленным изучением английского языка).

По чётной стороне:

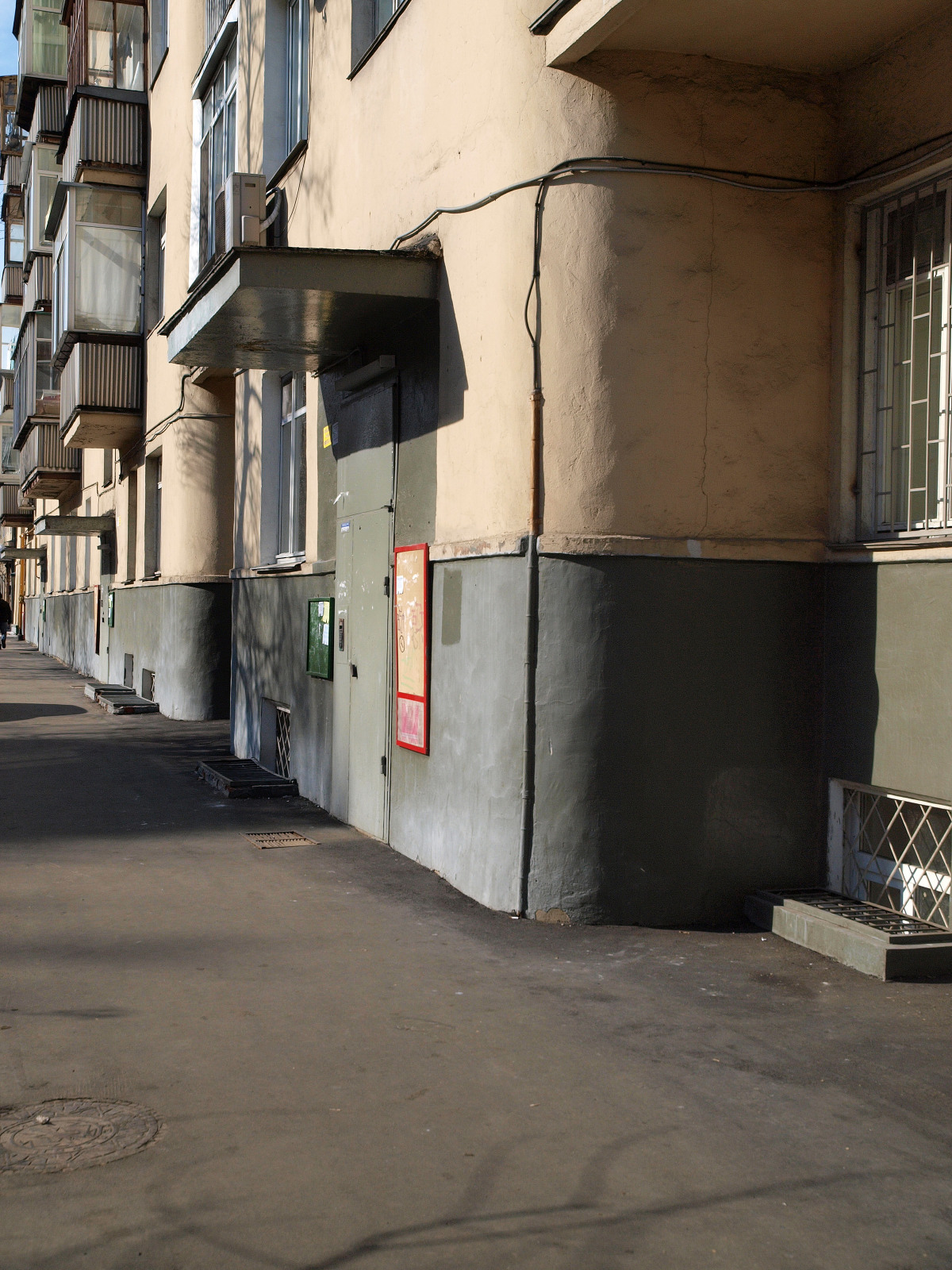
№ 15/8
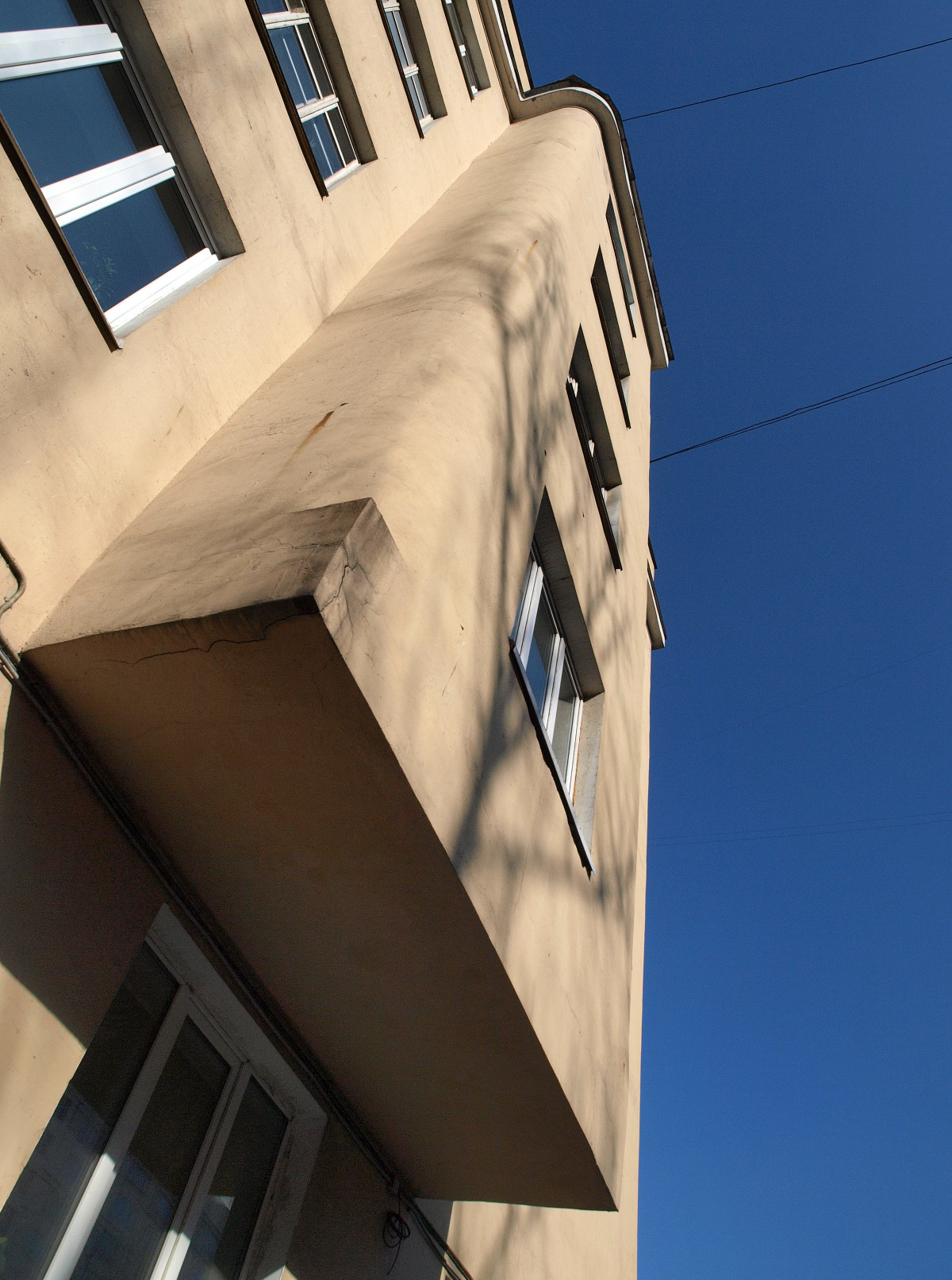
№ 15/8
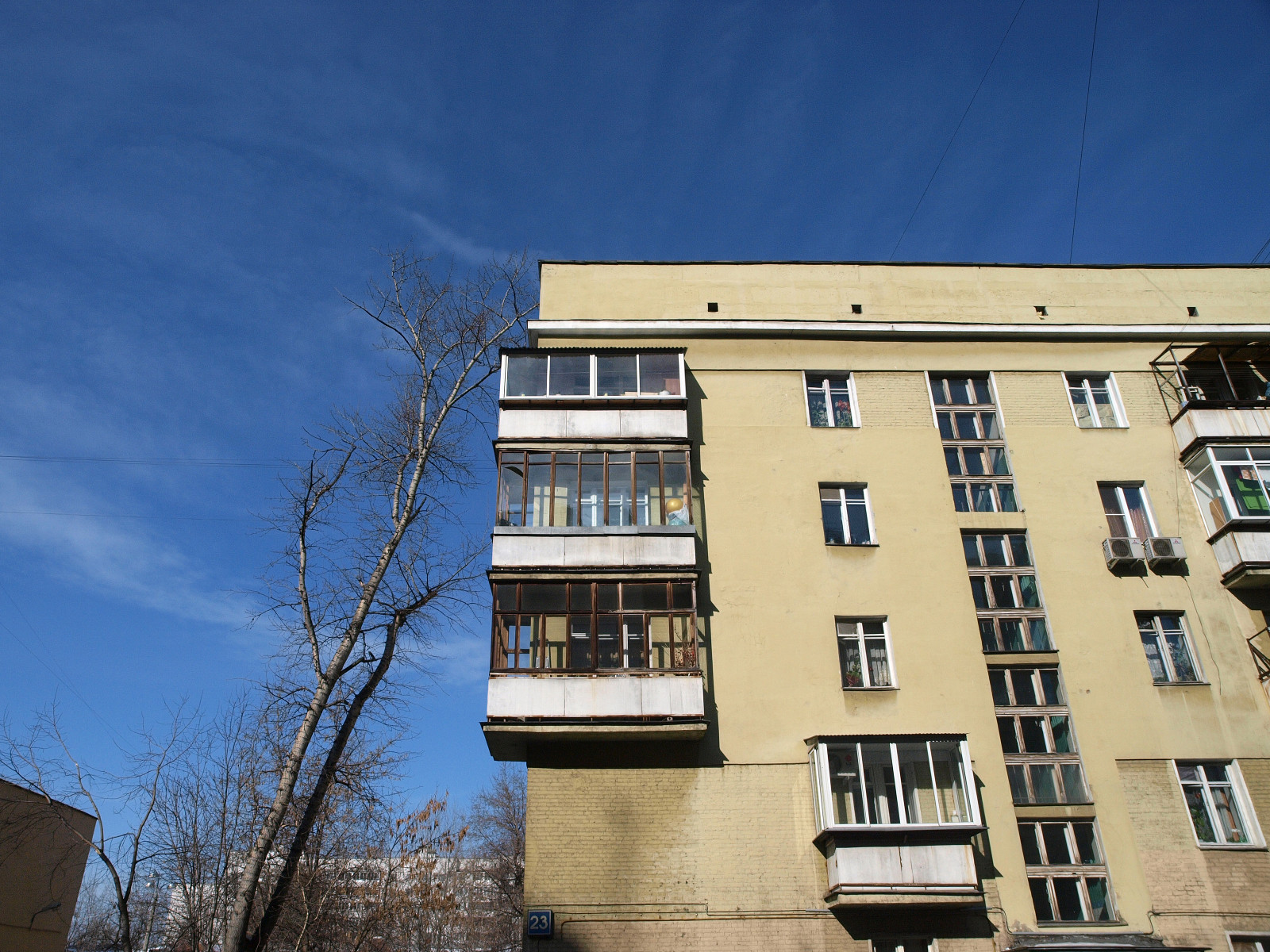
№ 23
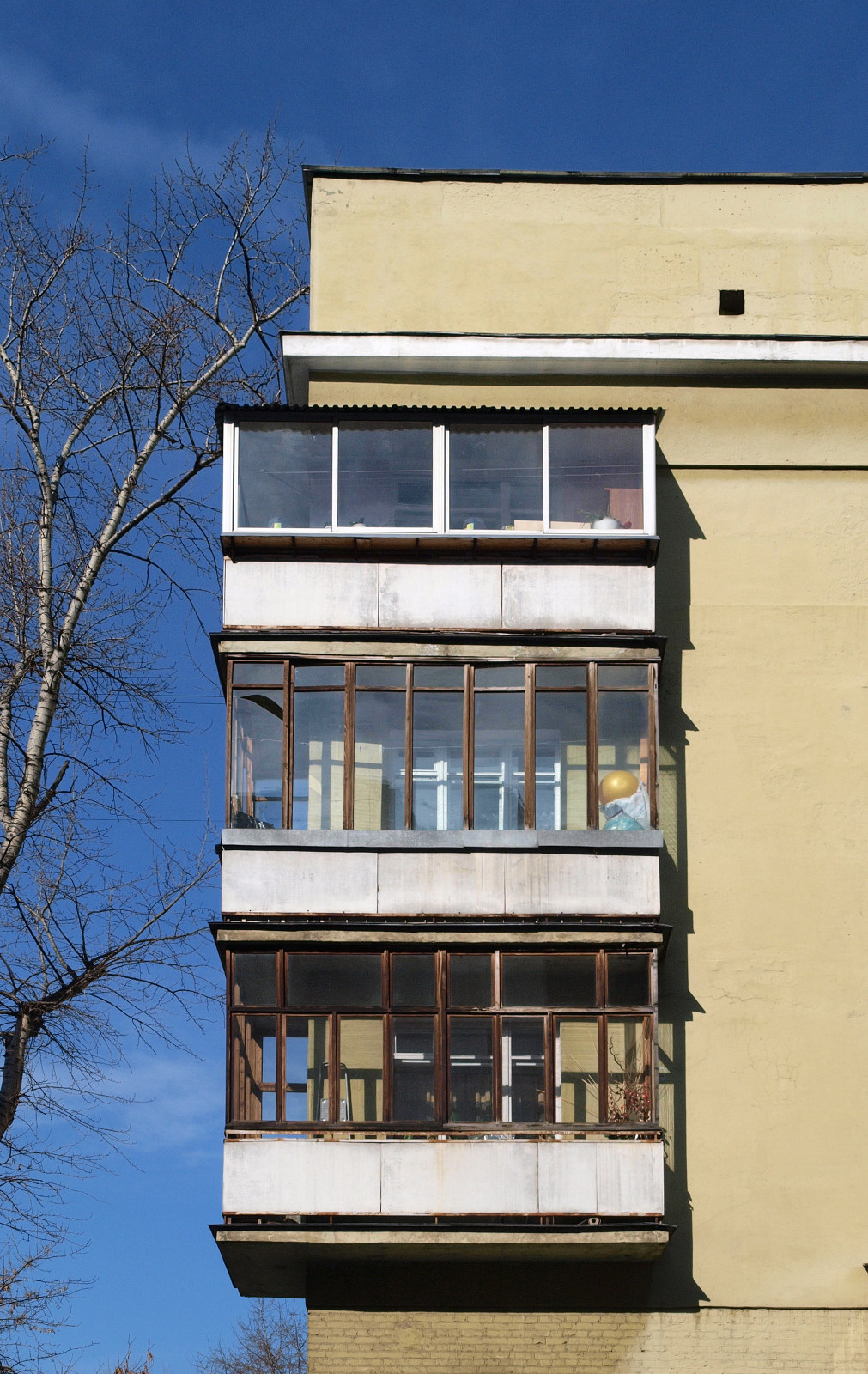
№ 23